# ヒルマ・アフ・クリント
ヒルマ・アフ・クリント（Hilma af Klint、1862年10月26日 - 1944年10月21日）は、スウェーデンの画家、神秘主義者。彼女の絵は最初期の抽象絵画の一つとされ、カンディンスキーやモンドリアンの絵を想わせるが、彼らに先行し、死後20年は作品を公開しないよう言い残し、長い間知られてこなかった。「5人（de fem）」というグループに属し、図形にも似たその絵は複雑な哲学的思考を描写したものである。

## 生い立ち
スウェーデン海軍士官ヴィクトル・アフ・クリントと妻マチルダの第4子として生まれる。裕福な家庭で、夏には一家はメーラレン湖に浮かぶアデルソ島（Adelsö）にあったハンモラ農場で過ごした。この牧歌的な環境で幼少期のヒルマは自然とふれあい、その深い交流は創作活動のインスピレーションとなった。父からは数学に対する興味を受け継いだ。
1880年に妹のヘルミナが死去し、宗教的な面での活動の始まりとなる。
アフ・クリントは女子師範学校に通った後、17歳ごろから絵を学び始め、一家がストックホルムに移ったあとにスウェーデン王立美術院に5年間通い、肖像画と風景画を学んだ。成績は優秀だった。学校では、のちに同じ思想を持って活動する4人と結成した女性芸術家集団「5人」の最初の一人となったアンナ・カッセルと出会っている。「生涯の活動」としての作品が全く注目されなかった間、より様式的な絵画によって生計を立てていた。

## 宗教的・哲学的思想
1892年、より高い次元の霊的存在からのメッセージという形を取った神秘主義に関する全く新しい考えを、1冊の本に記すというプロジェクトに「5人」は熱心に携わった。彼女らは頻繁に降霊会を行った。その一人であるグレゴールはこう述べている。「感覚でも知性でも感情でもない、すべての知識、あなたという存在のもっとも深い相で自分だけが持つもの、それが霊の知識だ。」
アフ・クリントは、ピエト・モンドリアン、カジミール・マレーヴィチ、ワシリー・カンディンスキーらと並行する形で抽象絵画を開拓しており、彼らと同様にヘレナ・P・ブラヴァツキーが創設した神智学協会の影響を受けていた。失明した母親の介護のため、1908年から4年間、絵画制作を中断したが、1908年にはストックホルムに講演で訪れたルドルフ・シュタイナーに会っている。アフ・クリントの長い友人でアフの母親の面倒をともにみていた看護士のトマシーン・アンデルソンは、アフの作品をドイツ語で紹介するために尽力し、シュタイナーにも働きかけた人物である。アフはシュタイナーの考え方にも興味を抱いていて、シュタイナーが神智学協会を脱退し人智学協会が設立された際、アンデルソンとともに人智学協会に加入している。
アフ・クリントの創作活動は、より広い文脈においては、20世紀初期に始まった芸術・宗教・政治・科学の新しいスタイルを求めるモダニズムの面から理解することもできる。

## 創作活動
33歳のときにアカデミーにいた知人等同じ思想を持つ女性ら5人で「5人」というグループを作る。「5人」での活動を通じてアフ・クリントはオートマティスムによる実験的な描画を1896年という早い時期におこなう。このあと内面と外面の両方から不可視なものを概念化できる、独創的な視覚言語の方向に向かった。それらの絵画には、図像的な目的とは別に、実験的な線や瞬時にとらえられたイメージで構成された、新鮮で現代的なイメージが含まれている。たとえば、分割された円環、淡色でスペクトルに分割された螺旋などである。モノクロの絵や背景的に黒も多用されることがあるが、絵では優しい色彩と柔らかな曲線的な形が多用され、紙のシワや手書きの跡などは気にしていない。アフ・クリントは1941年まで、1000点を超える豊富な作品を送り出し続けた。クリントは友人らと頻繁に交霊会を行っていた。41歳のときに降霊会で至高の霊的存在に向かう世界の絵を描くという啓示を受けたとし、以後10年近くにわたって193点の『神殿のための絵画』シリーズを描いた。19世紀末頃からヨーロッパでは神秘主義がはやり、とくにクリントも影響を受けたブラバツキー夫人の神智学では自然の奥に高次の本質があり、それを瞑想や交霊術を通して理解することで精神を高みに導くことができるとした。また、高次の存在は象徴として色や音で認識されるとした。彼女は傾倒した神秘主義の考えを画業に持ち込み、クリントの142冊、2万6千ページに及ぶノートには絵の中の単純な幾何学的な形や色についての意味等も書き込まれている。しかし、クリントの体系的な考え方の全体については判っていない。
クリントは没後20年間、作品の公表を控えるよう求めていた。1970年、遺族からストックホルム近代美術館に彼女の作品を贈呈する申し出があったが、寄贈は断られた。
美術史家のエイク・ファントの尽力により、1980年代にアフ・クリントの絵は国際的に紹介された。ファントは1984年にヘルシンキで開かれたNordik（北欧諸国の美術史家の組織。en）の会議で最初に紹介をおこない、1986年にはロサンゼルス・カウンティ美術館（en）の特別展カタログ「The spiritual in art: abstract painting 1890-1985」に文章を寄稿した。
2013年にストックホルム近代美術館が個展を開いて100万人の来場を記録し、これを契機に作品が世界を巡回し、各地で評判を呼び、抽象画のパイオニアとしてその名が一躍知られるようになった。2018年 - 2019年のニューヨークのグッゲンハイム美術館での回顧展は、同館史上最高の約60万人が来場して大きな話題となった。ハリナ・ディルシュカ監督が2019年に長編ドキュメンタリー映画『見えるもの、その先に　ヒルマ・アフ・クリントの世界』を、ラッセ・ハルストレム監督が2022年に伝記映画『Hilma』を制作する等、大きな注目を集めている。2024年現在、彼女の絵の世界的人気が続くために各地の展覧会に出され、なかなかスウェーデンに戻って展示されることも少ない状態である。

## ギャラリー

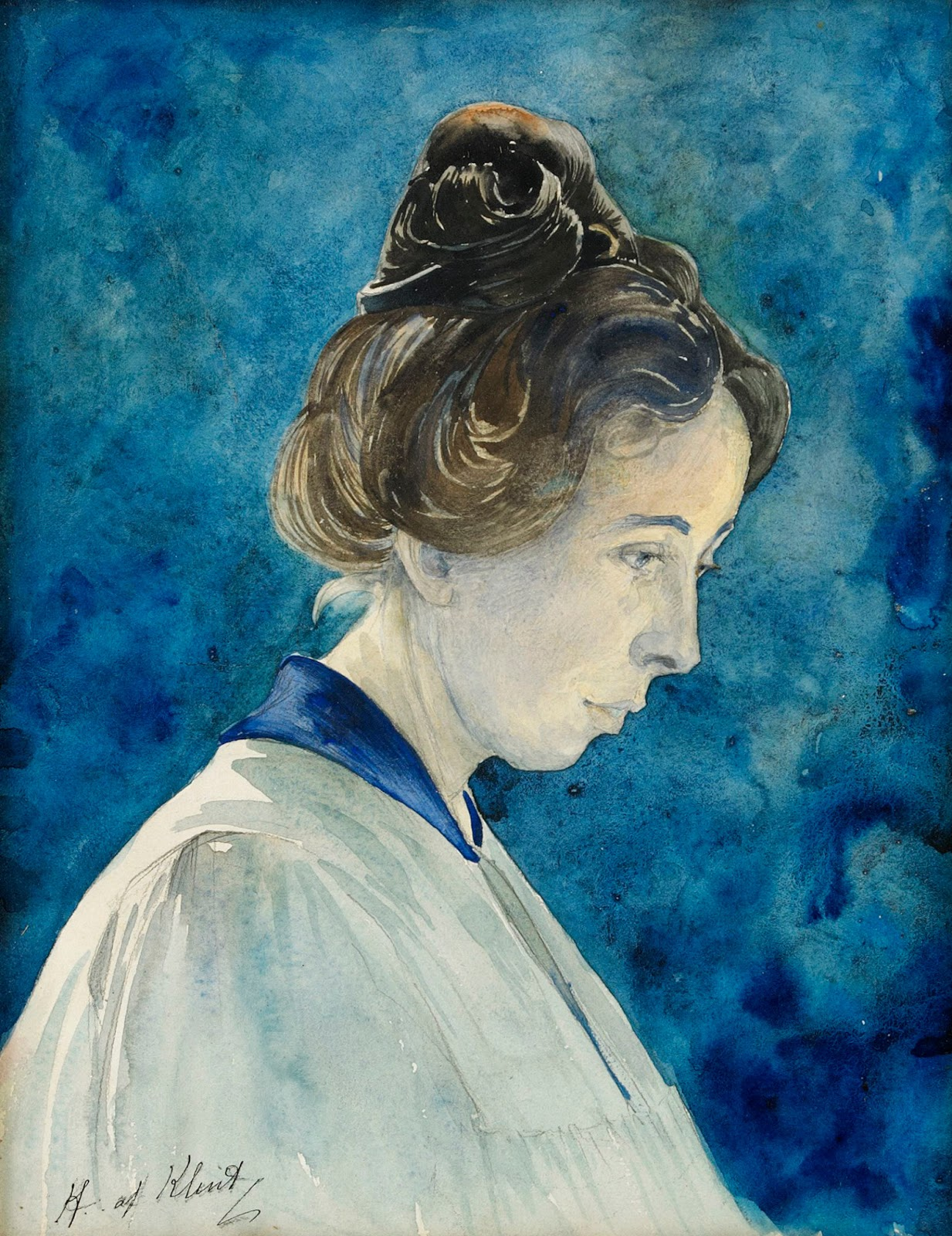
自画像
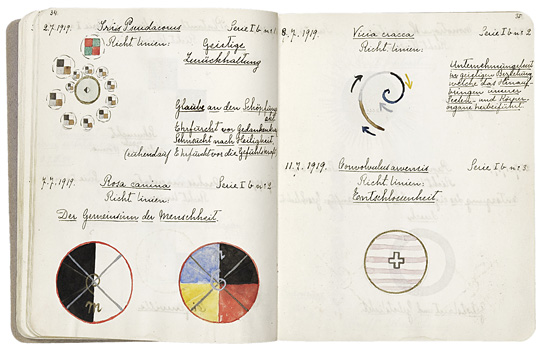
ブックレット
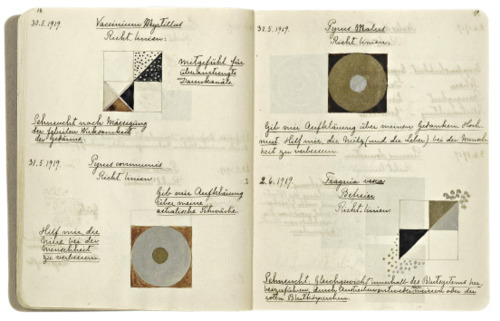
ブックレット
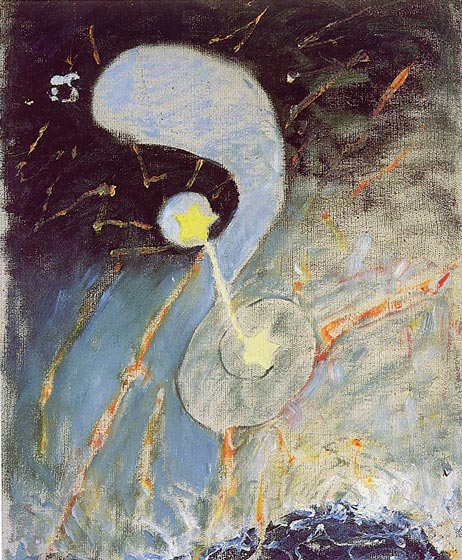
Chaos, Nr. 2、1906年
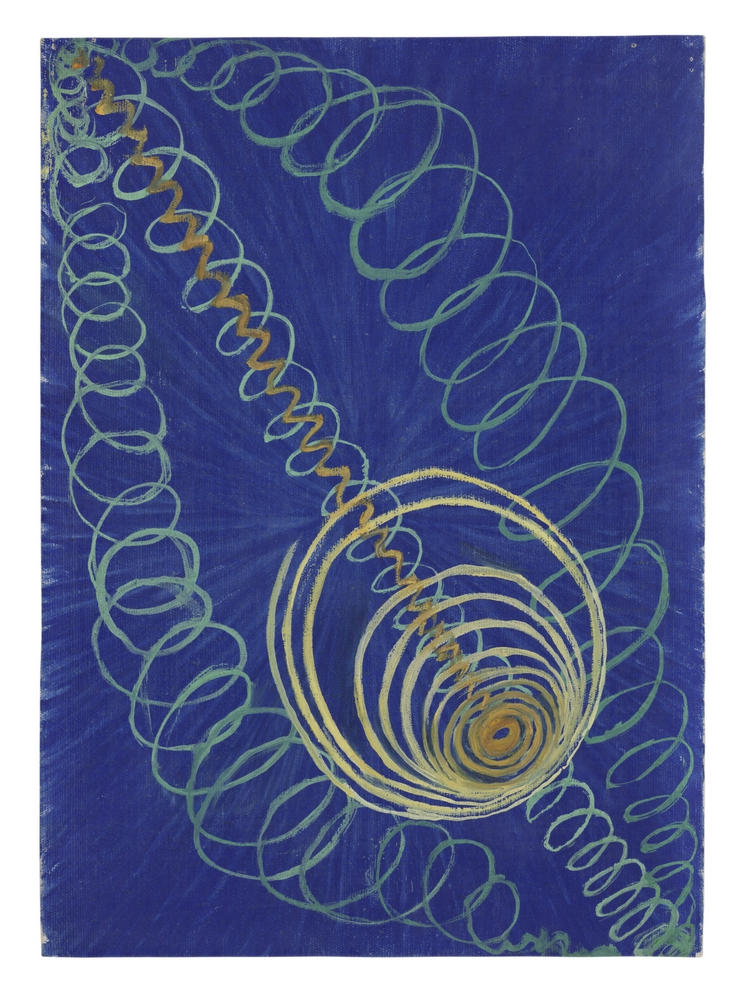
Primordial Chaos, No. 16. From The WU/ROSEN Series. Grupp 1、1906-1907年
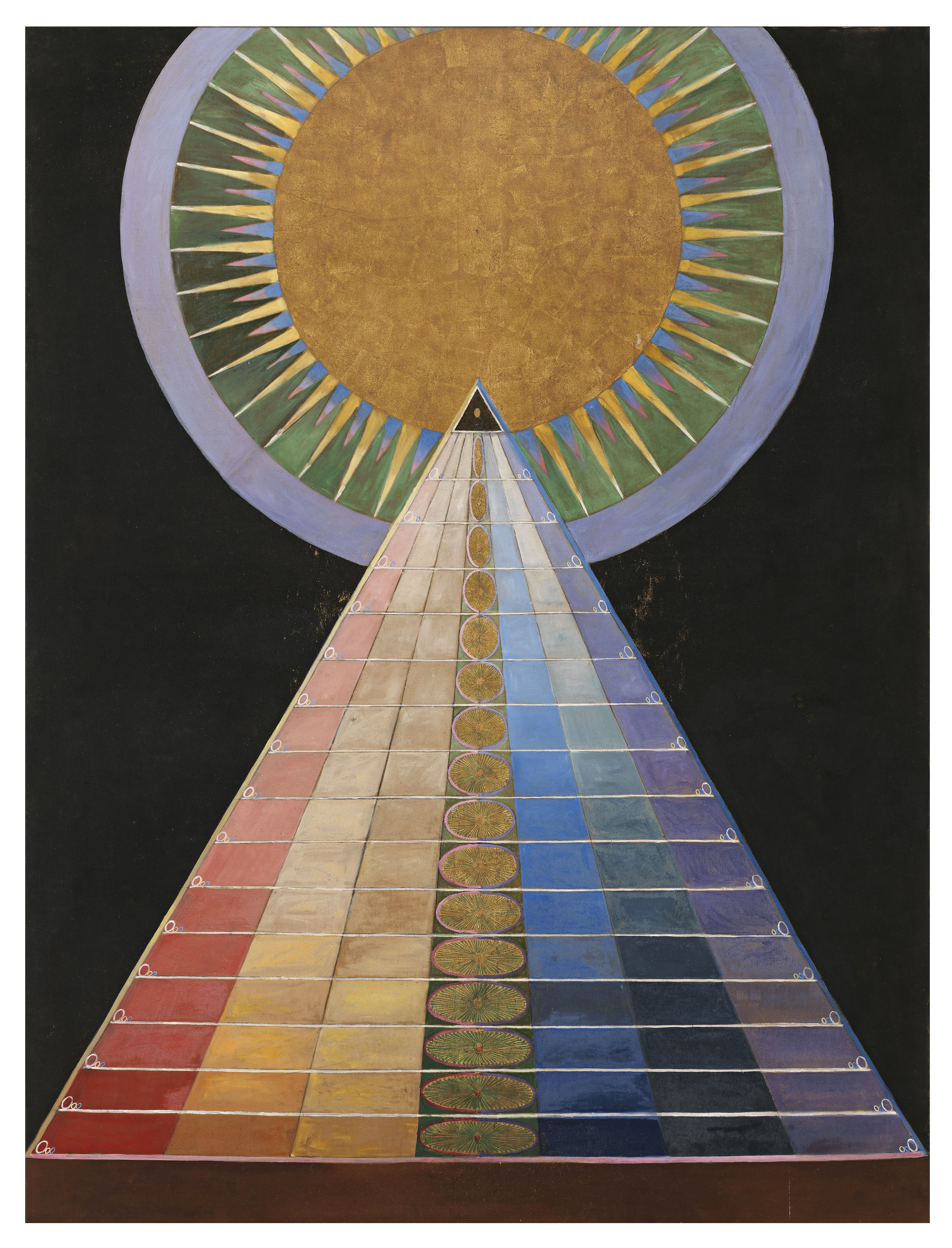
Altarpiece, No. 1, Group X, Altarpieces、1907年
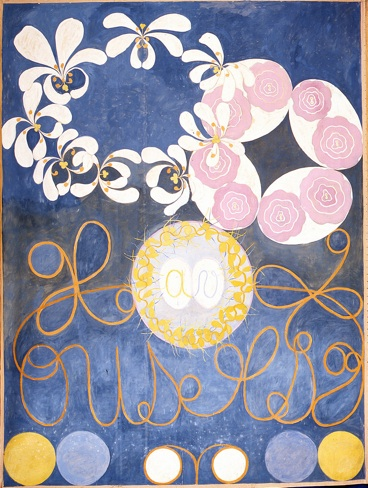
The Ten Largest、1907年
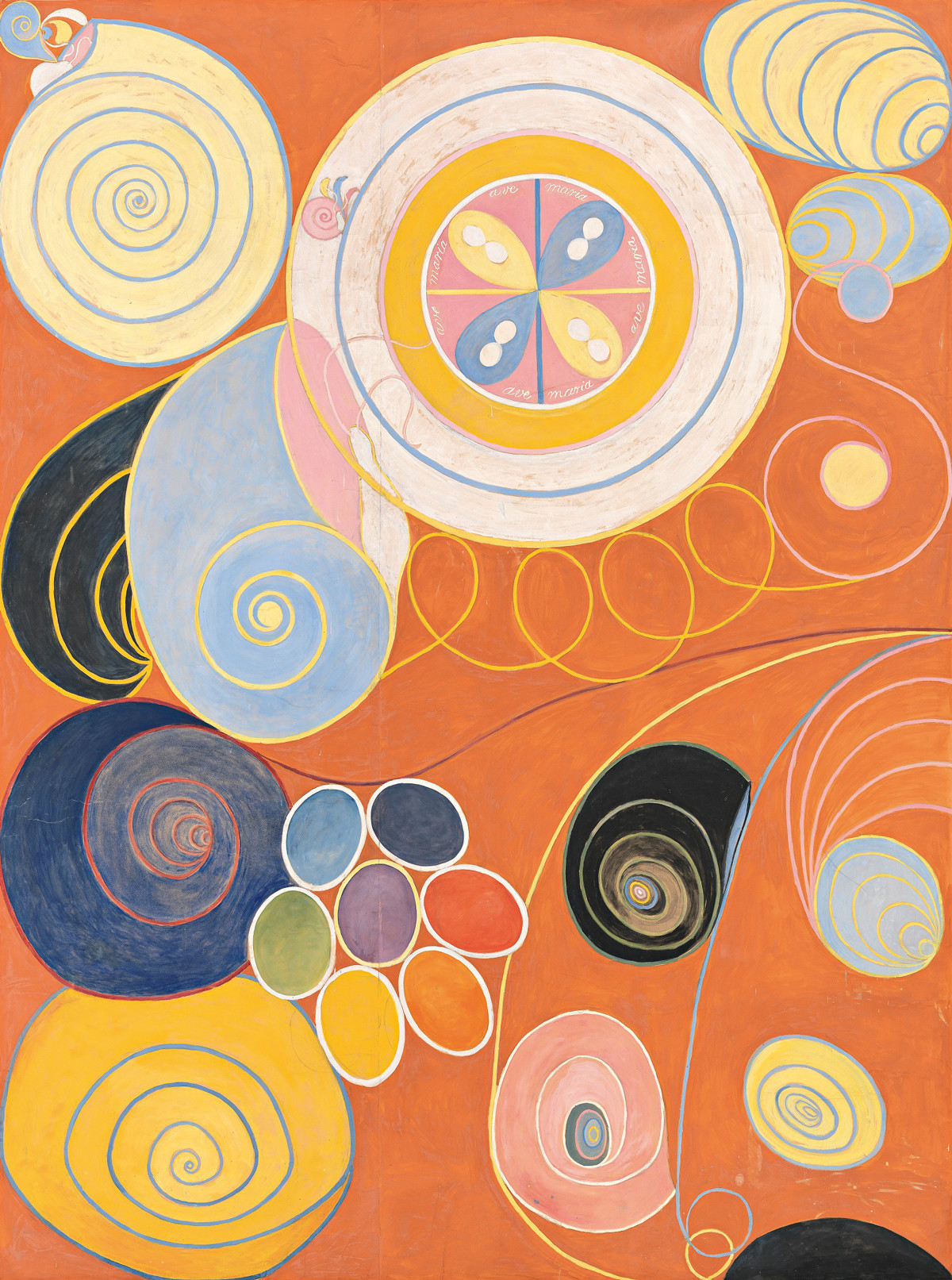
De tio största, nr 3. Ynglingaåldern. Ur Grupp 4、1907年
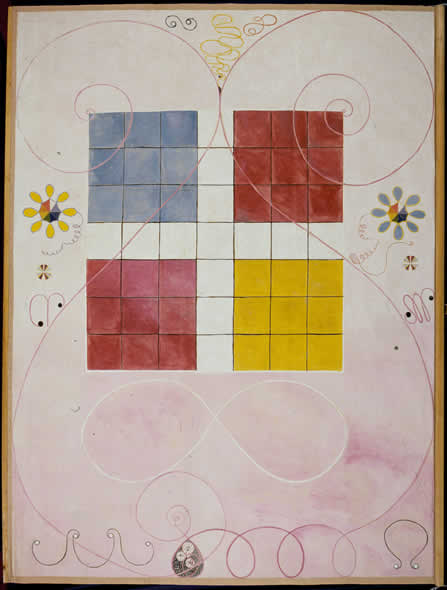
De Tio Största, n°10 Alderdomen、1907年
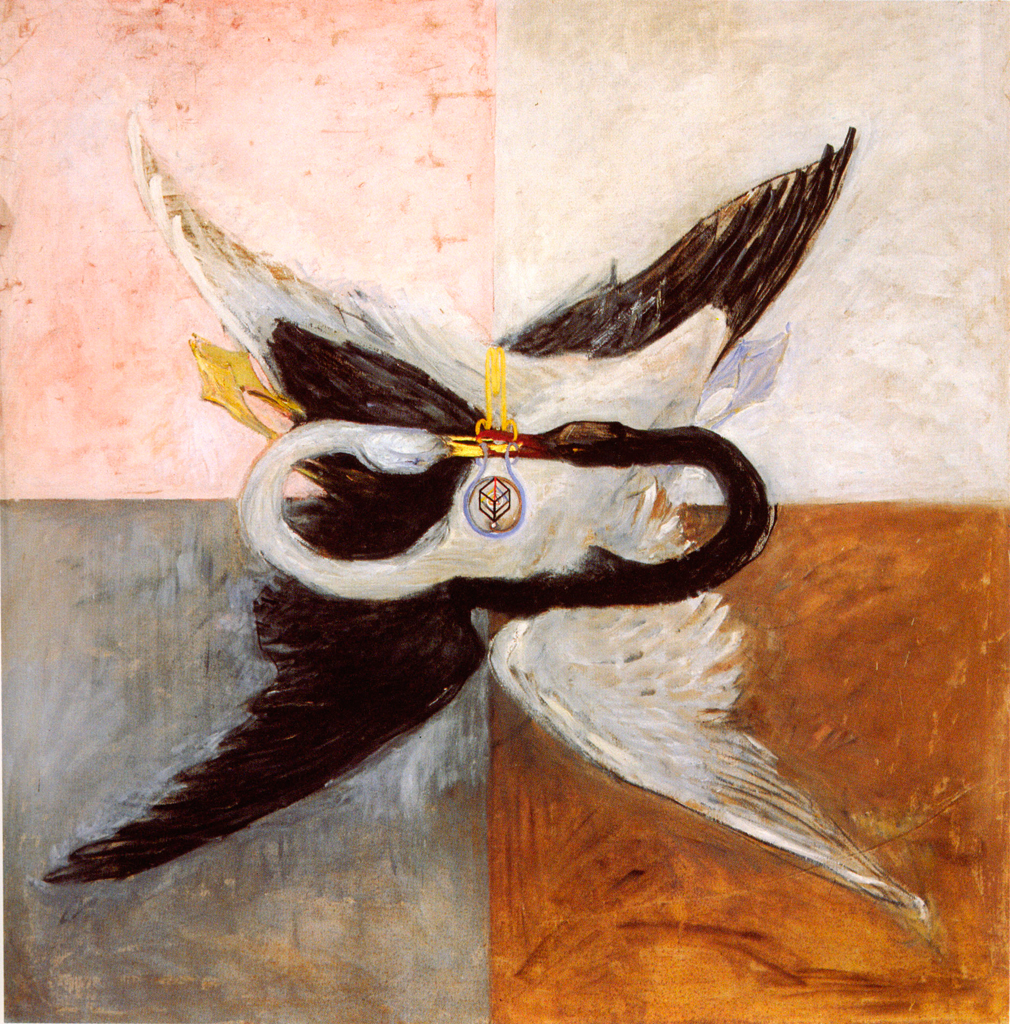
Svanen、1914年
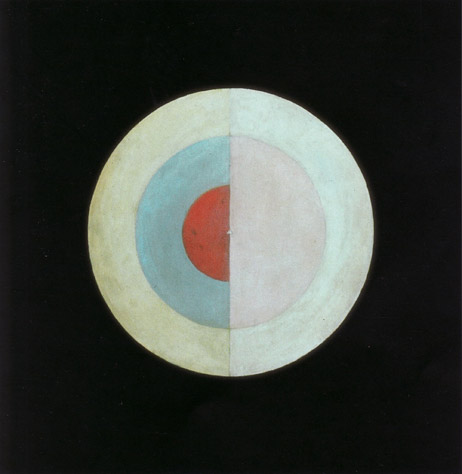
The Swan (No. 16)、1915年
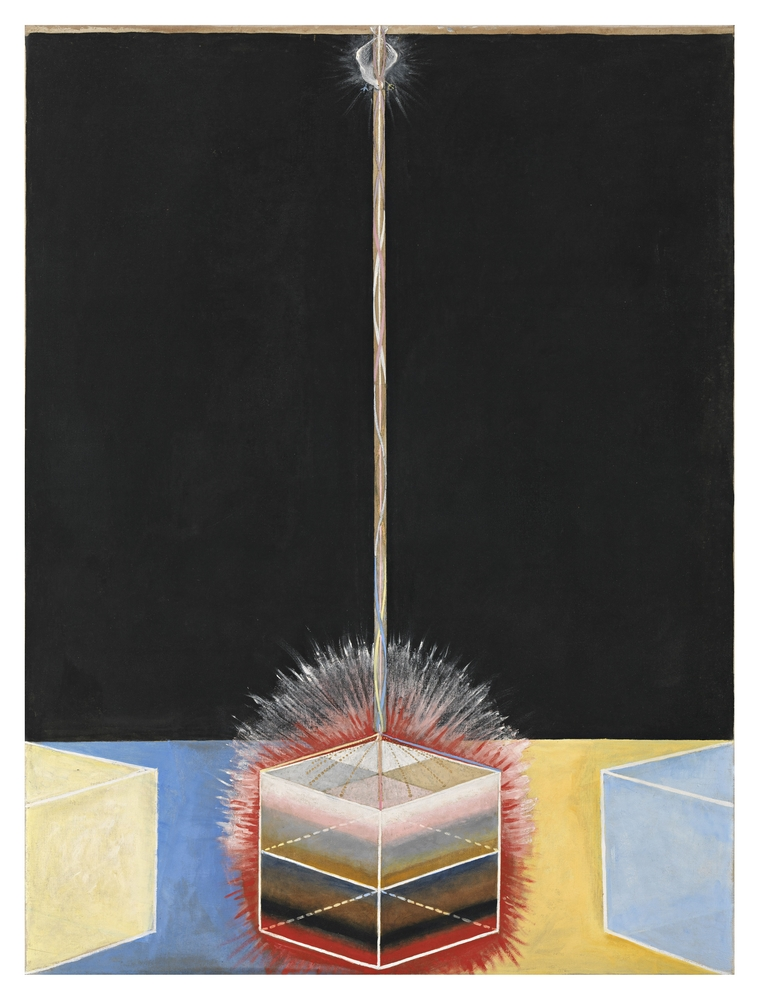
The Dove, No. 2, Group IX/UW, The SUW/UW Series、1915年
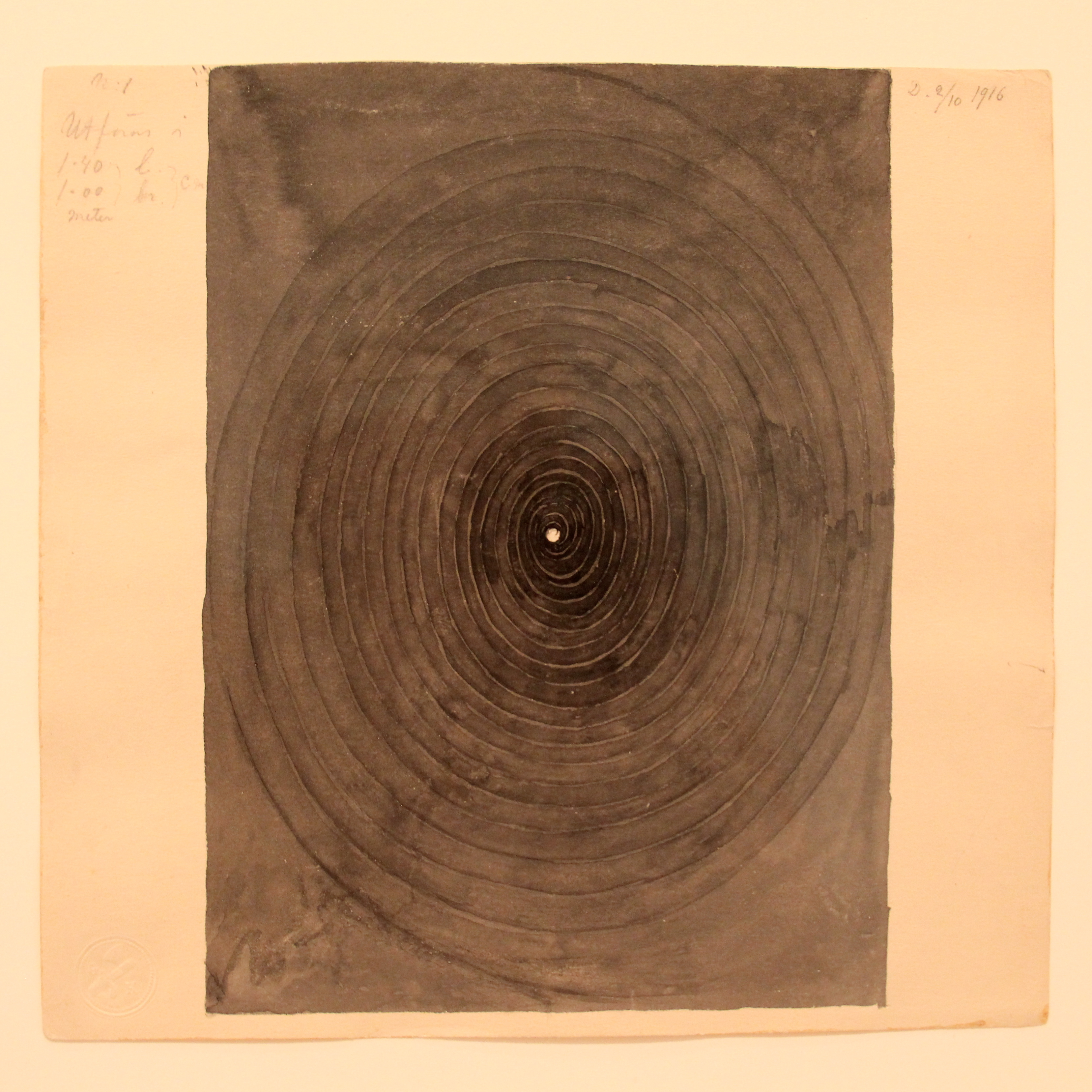
The Parsifal Series、1916年
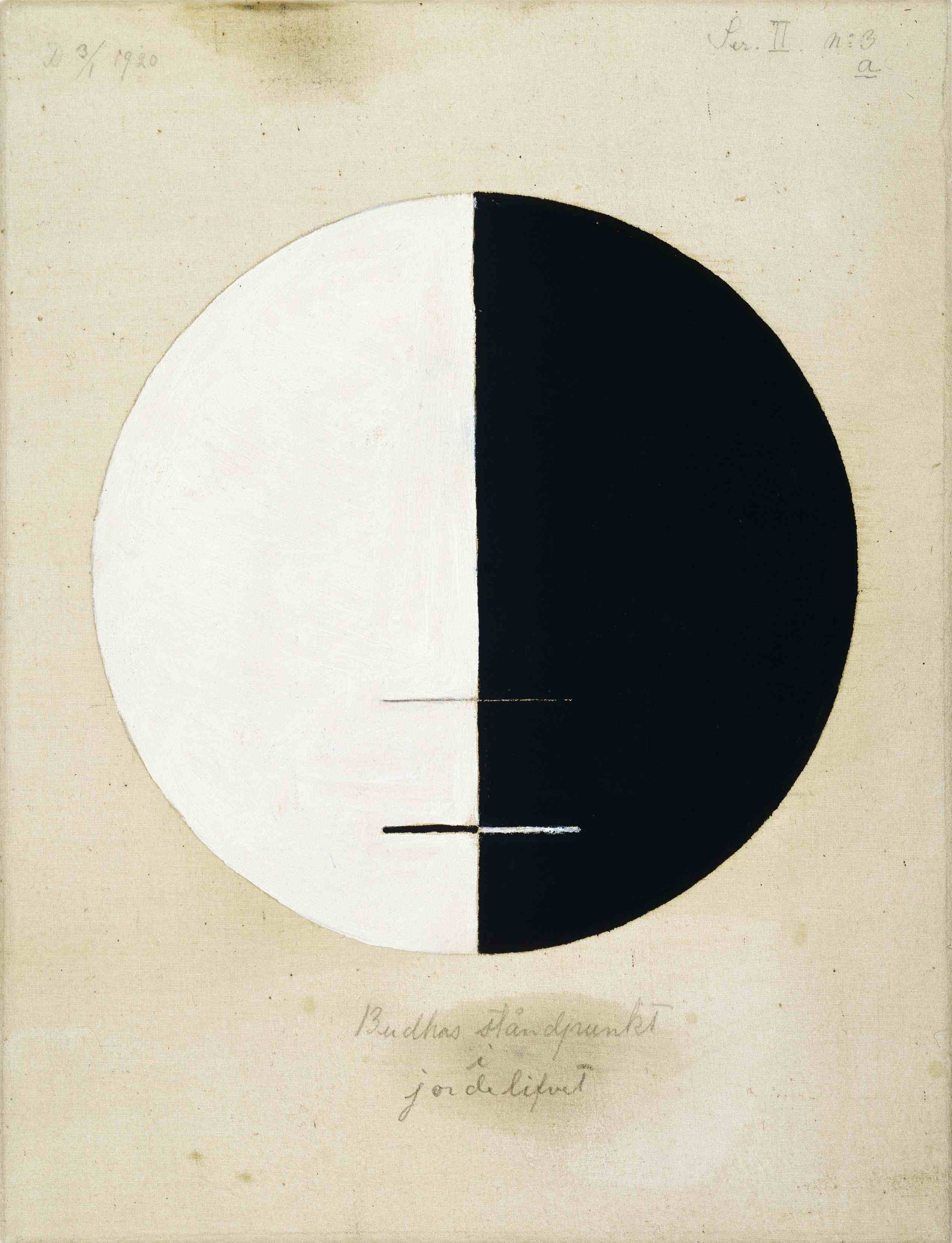
Buddha’s Standpoint in the Earthly Life, No. 3a、1920年
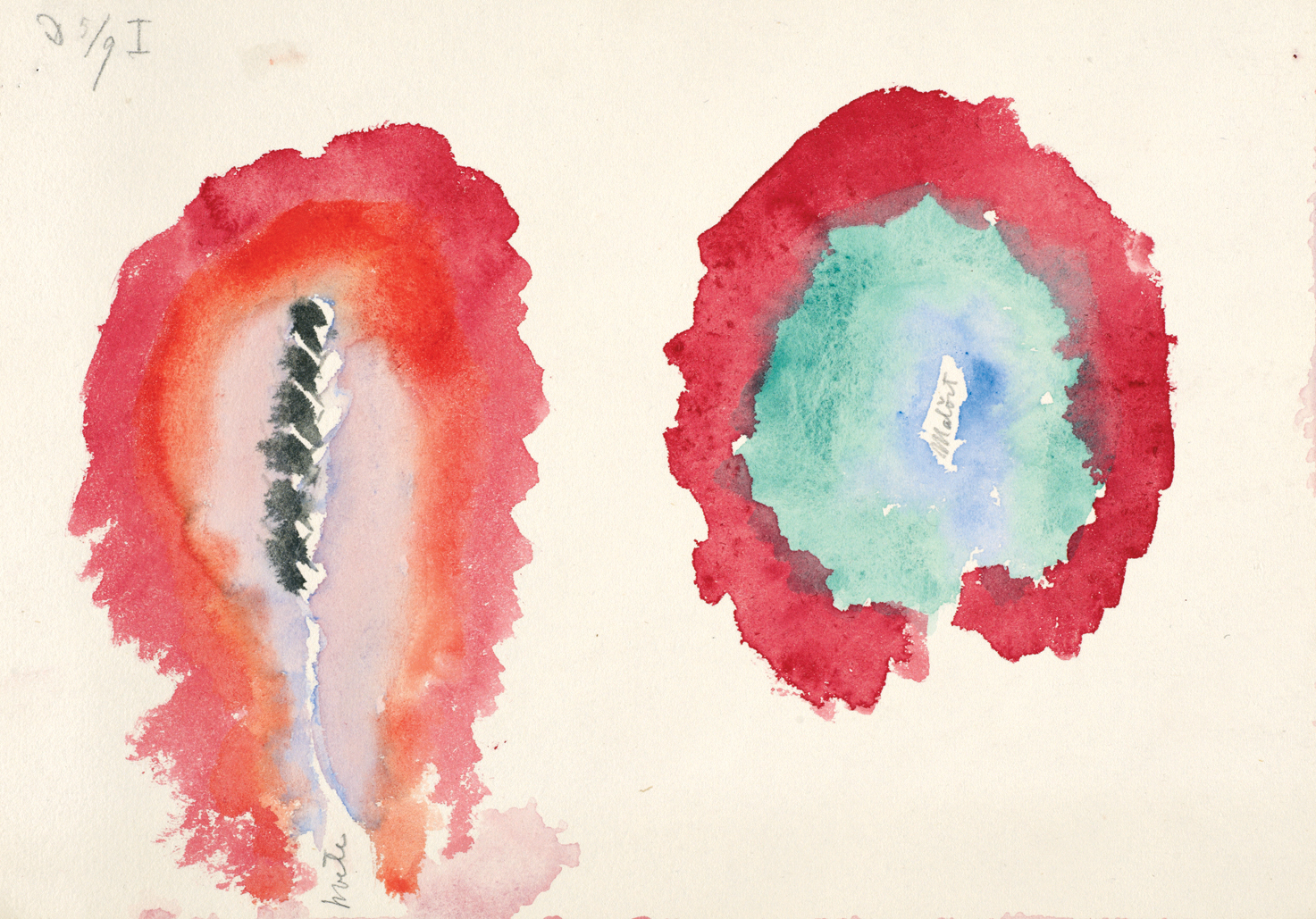
Wheat and Wormwood、1922年
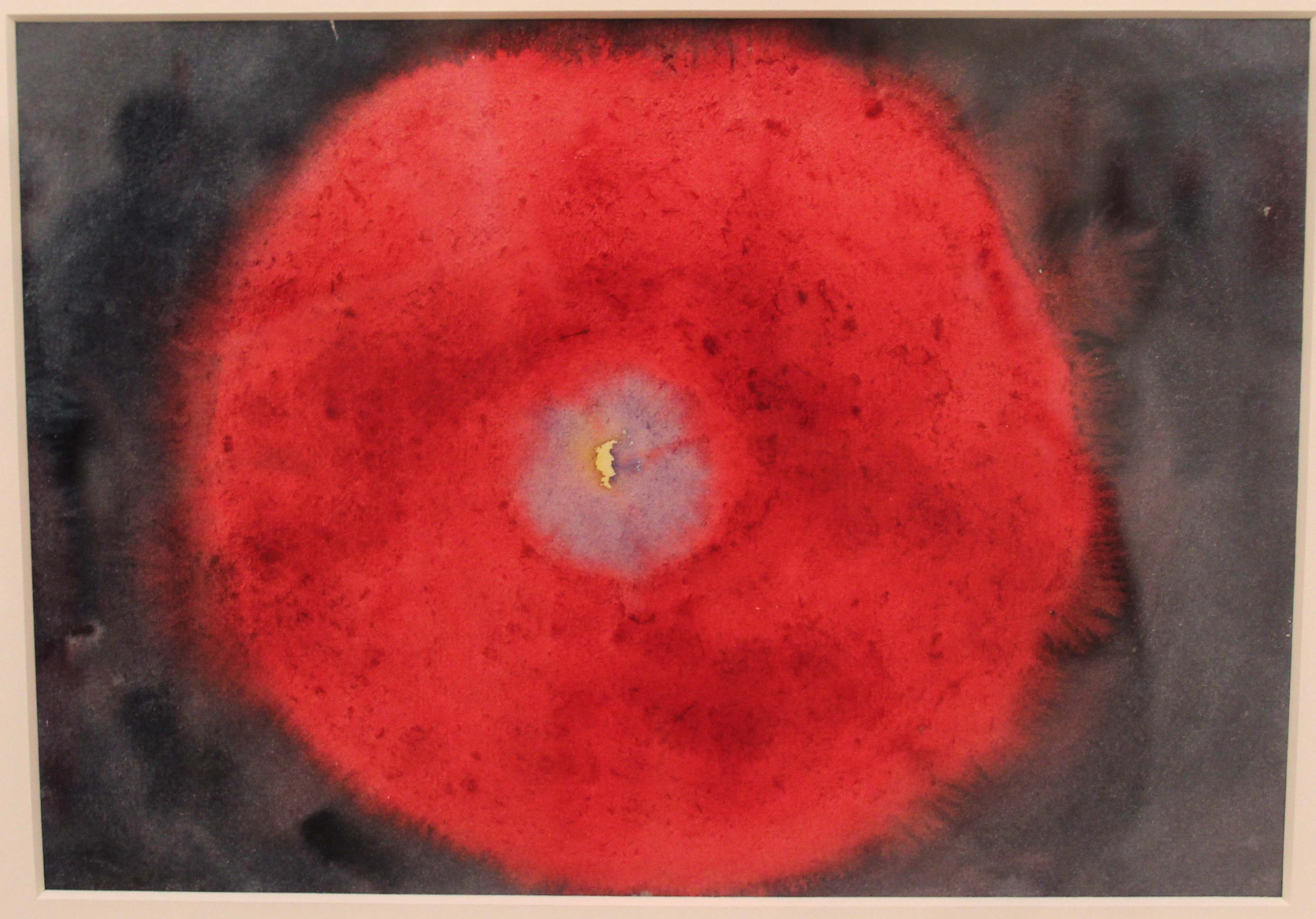
On the Viewing of Flowers and Trees、1922年

## 映画
- ハリナ・ディルシュカ 監督『見えるもの、その先に　ヒルマ・アフ・クリントの世界』 2019年のドキュメンタリー映画（2022年日本公開）[4][5]
- ラッセ・ハルストレム 監督『Hilma』：スウェーデンの2022年の伝記映画